# Saint-Éloi (Creuse)
Saint-Éloi è un comune francese di 208 abitanti situato nel dipartimento della Creuse nella regione della Nuova Aquitania.

## Società

### Evoluzione demografica
Abitanti censiti